# Mignon (Modena)
Mignon is een Italiaans historisch motorfietsmerk.
De bedrijfsnaam was: Moto Mignon, Modena.
Vittorio Guerzoni opende aan het begin van de jaren twintig een motorenwerkplaats in Modena, waar hij vanaf 1923 ook door hemzelf ontwikkelde en gebouwde motorfietsen ging verkopen. Aanvankelijk maakte hij 123cc-clip-on motoren, maar vanaf 1925 ook complete motorfietsen met een 246cc-zijklep-paralleltwin met een elektroncarter. In 1931 bouwde hij 500cc-sportmotoren zowel met een enkele als een dubbele bovenliggende nokkenas.
Die motor trok de aandacht van Giovanni Fabri, de bedrijfsleider van Taurus, die van plan was nieuwe 250- en 500cc-motorfietsen te gaan produceren. Guerzoni vertrok naar Taurus, waardoor de productie van zijn eigen motorfietsen in 1932 werd beëindigd.